# Quatuors à cordes de Boccherini

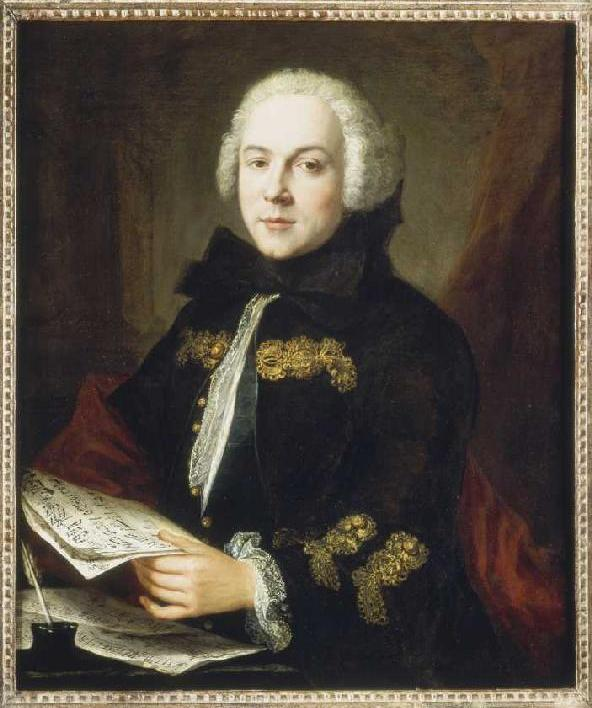
Portrait de Luigi Boccherini, 1764-68. Huile sur toile de Jean-Étienne Liotard. Collection privée, Budenheim, Allemagne.

Les quatuors à cordes de Luigi Boccherini représentent un ensemble de 91 compositions écrites entre 1761 (opus 2) et 1804 (opus 64) par le compositeur italien, regroupées généralement par six – et exceptionnellement par deux ou quatre. Un quatuor à cordes, isolé, ne figure cependant pas dans le catalogue tenu par le compositeur, il s'agit du quatuor en la majeur opus 39 de 1787 (G.213).
Boccherini, avec Joseph Haydn, mais indépendamment l'un de l'autre, ont créé le quatuor à cordes à la même époque,.
Nom
Date

## Le quatuor comme genre musical

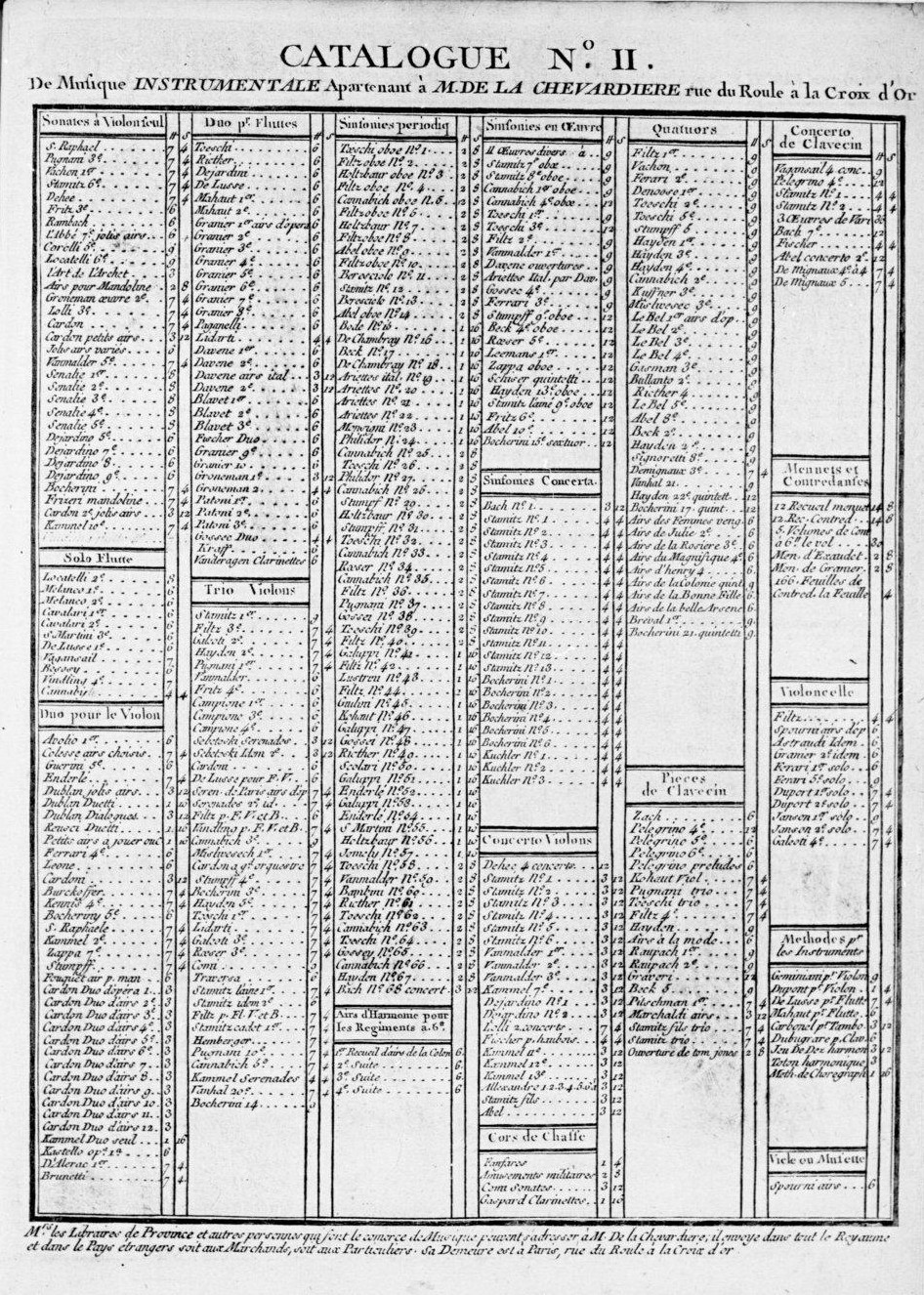
Le catalogue de La Chevardière (1775). Colonne Quatuors on retrouve Vachon, Cannabich, Vanhal, [[Joseph Haydn|Hayd[e]n]]

Conformément à la hiérarchie de son temps, c'est le quatuor à cordes qui occupe la première place dans la musique de chambre du catalogue de Boccherini. Reflet de son succès : jusqu'en 1789, seulement pour Paris, sont publiés plus de 1 000 œuvres de ce genre.
Christian Speck définit le genre musical qu'est le quatuor à cordes à travers quatre concepts clés :
- un degré élevé d'exigence esthétique ;
- la quadriphonie qui représente la perfection sur le plan de la technique de composition ;
- le dialogue entre des voix qui ont toutes la même importance ;
- le principe du travail des motifs et des thèmes.

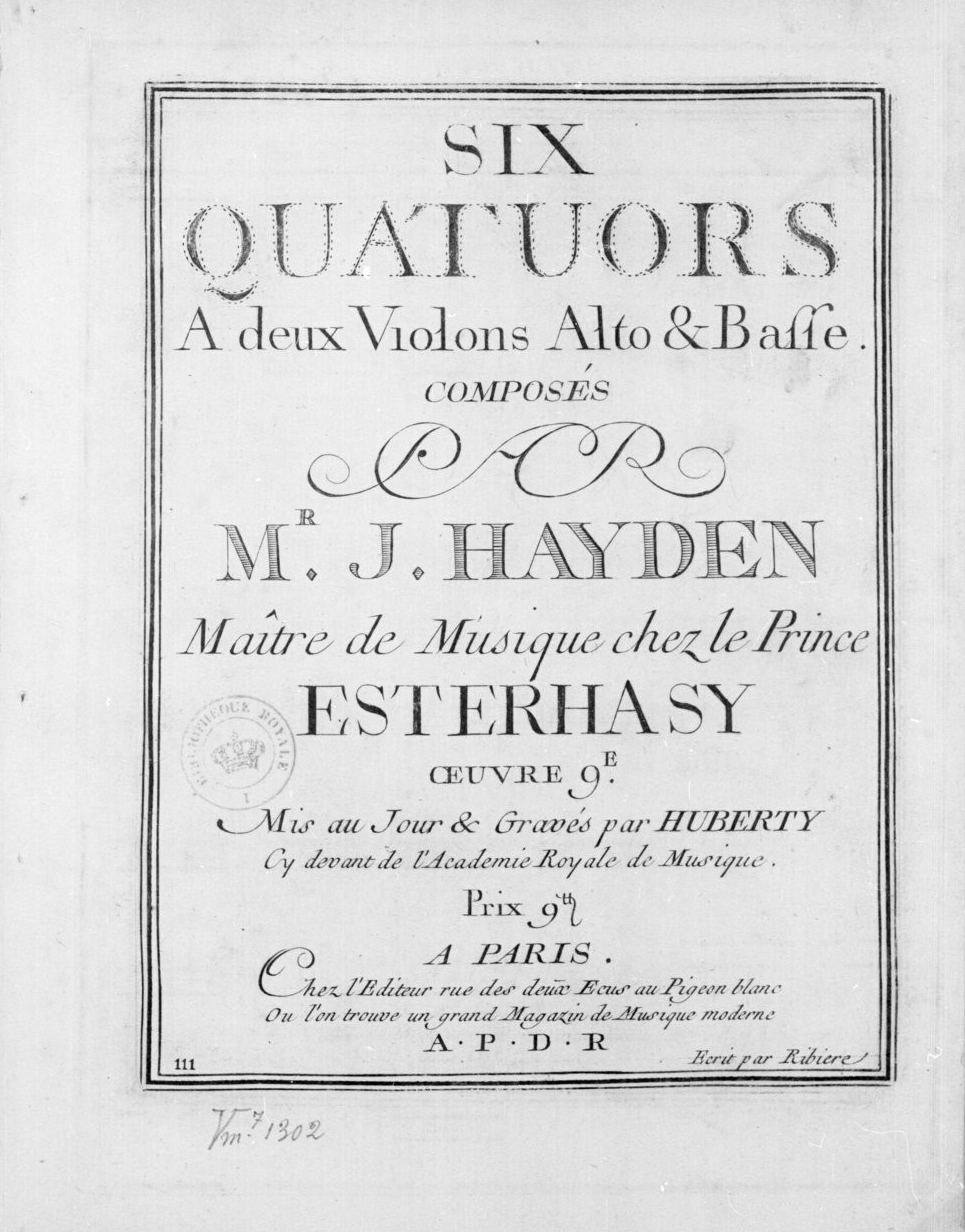
Les quatuors op. 9 de Haydn composés en 1769 (Paris, Huberty 1772), contemporains de ceux de l'op. 8 de Boccherini (Paris, Venier 1769).

Il constate, par ailleurs, que les quatuors à cordes de Boccherini ne répondent que partiellement à cette définition car : « Boccherini avait avant tout le don de la mélodie ; il était un véritable magicien des sons, un inlassable inventeur de pensées musicales. Il avait commencé sa carrière comme virtuose de violoncelle, et c'est par le biais du solo (concerto et sonate) qu'il en était venu à s'intéresser au quatuor à cordes ». Effectivement, Boccherini devait s'y consacrer toute sa vie durant : de sa première œuvre  (publiée en 1767 comme op. 2) jusqu'à sa dernière inachevée de 1804, quarante-cinq ans plus tard ; et ce, sans être influencé par les demandes ou les goûts versatiles de ses commanditaires et employeurs. Sa production est abondante, régulière et immédiatement reconnaissable à sa parfaite maîtrise des formes, apportant ainsi une indéniable contribution au répertoire quartettistique de l'époque.
Sammartini est l'un des Maîtres célèbres ayant probablement influencé le jeune Bocherini dans l'élaboration du quatuor à cordes. Dès 1765, le compositeur milanais a produit pas moins de 21 œuvres dans des configurations proches de celles du quatuor à cordes (3 violons et basse continue ; flûte, 2 violons, et basse continue ; et le quatuor à cordes « standard »). Franz-Xaver Richter, l'un des représentants importants de l'École de Mannheim, avec ses six quatuors opus 5 publiés en 1768, mais composés en 1757, a pu lui aussi servir de modèle, notamment si ces œuvres ont été exécutées lors du séjour de Boccherini à Vienne. Plus proche de la génération de Boccherini, le Viennois Josef Starzer (1726-1787), a laissé 26 œuvres pour quatuors à cordes mais il est malheureusement impossible de les dater de façon certaine. D'autre part, c'est Boccherini qui introduit le quatuor brillant, où « le premier violon domine les autres instruments », à la fin des années 1760. Le terme demeure aussi fluctuant. Dans les éditions de l'époque le terme est synonyme de concertant, ou comme chez Henri-Joseph Rigel Quatuors dialogués (c. 1773). Parfois même les termes concertant et dialogués sont accolés.

## Quatuors à cordes par numéros d'opus
Parmi les 91 quatuors à cordes de Boccherini composés entre 1761 et 1804, 12 sont en quatre mouvements, 33 en trois mouvements et 46 en deux mouvements. Soit 45 œuvres désignées en opere grandi et 46 autres en opere piccoli, suivant la classification retenue par le compositeur. Chez des plus grands musicologues mozartiens, tels Théodore de Wyzewa et Georges de Saint-Foix, ces œuvres sont qualifiées avec des mots admiratifs : « la plupart sont des merveilles d'invention et de grâce ».

### Opus 2 (1761)
- Quatuor à cordes no 1 en do mineur opus 2 (G.159)

1. Allegro comodo
2. Largo
3. Allegro

- Quatuor à cordes no 2 en si bémol majeur opus 2 (G.160)

1. Allegro non tanto
2. Largo
3. Fuga con spirito

- Quatuor à cordes no 3 en ré majeur opus 2 (G.161)

1. Allegro
2. Largo
3. Minuetto-Trio

- Quatuor à cordes no 4 en mi bémol majeur opus 2 (G.162)

1. Allegro spiritoso
2. Adagio
3. Minuetto-Trio

- Quatuor à cordes no 5 en mi majeur opus 2 (G.163)

1. Allegro moderato
2. Adagio
3. Allegro assai

- Quatuor à cordes no 6 en do majeur opus 2 (G.164)

1. Allegro con spirito
2. Largo
3. Minuetto-Trio

### Opus 8 (1769)
- Quatuor à cordes no 1 en ré majeur opus 8 (G.165)

1. Allegro assai
2. Adago
3. Rondeau

- Quatuor à cordes no 2 en do mineur opus 8 (G.166)

1. Moderato
2. Largo
3. Allegro

- Quatuor à cordes no 3 en mi bémol majeur opus 8 (G.167)

1. Largo
2. Allegro
3. Tempo di Minuetto-Trio

- Quatuor à cordes no 4 en sol mineur opus 8 (G.168)

1. Allegro
2. Grave
3. Allegro

- Quatuor à cordes no 5 en fa majeur opus 8 (G.169)

1. Andantino
2. Allegro
3. Tempo di Minuetto-Trio

- Quatuor à cordes no 6 en la majeur opus 8 (G.170)

1. Allegro brillante
2. Amoroso
3. Allegro

### Opus 9 (1770)
- Quatuor à cordes no 1 en do mineur opus 9 (G.171)

1. Allegro
2. Larghetto
3. Minuetto-Trio
4. Presto

- Quatuor à cordes no 2 en ré mineur opus 9 (G.172)

1. Grave-Allegro
2. Larghetto
3. Allegretto con moto

- Quatuor à cordes no 3 en fa majeur opus 9 (G.173)

1. Largo-Allegro
2. Largo cantabile
3. Minuetto-Trio

- Quatuor à cordes no 4 en mi bémol majeur opus 9 (G.174)

1. Adagio
2. Allegro
3. Minuetto-Trio

- Quatuor à cordes no 5 en ré majeur opus 9 (G.175)

1. Andante con moto
2. Allegro assai
3. Rondo.Allegro

- Quatuor à cordes no 6 en mi majeur opus 9 (G.176)

1. Andante grazioso
2. Allegretto
3. Minuetto-Trio
4. Allegro assai

### Opus 15 (1772)

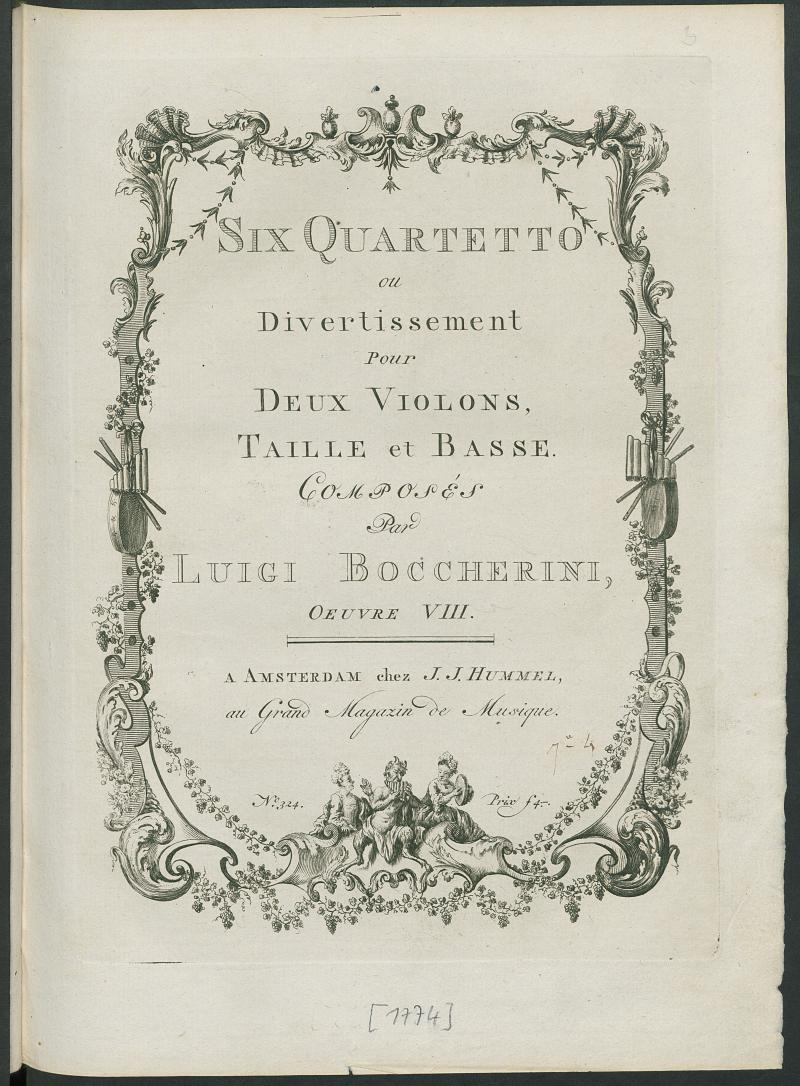
Signe du succès grandissant des œuvres de Boccherini : les quartettini opus 15 réédités à Amsterdam par Hummel comme opus 8 en 1785. Première publication par Venier en 1773 comme opus 11

- Quatuor à cordes no 1 en ré majeur opus 15 (G.177)

1. Presto
2. Rondo.Allegro

- Quatuor à cordes no 2 en fa majeur opus 15 (G.178)

1. Allegro
2. Minuetto.Allegro-Trio

- Quatuor à cordes no 3 en mi majeur opus 15 (G.179)

1. Andantino
2. Prestissimo

- Quatuor à cordes no 4 en fa majeur opus 15 (G.180)

1. Prestissimo
2. Minuetto-Trio

- Quatuor à cordes no 5 en mi bémol majeur opus 15 (G.181)

1. Adagio con sordina
2. Minuetto-Trio

- Quatuor à cordes no 6 en do mineur opus 15 (G.182)

1. Larghetto
2. Minuetto.Allegro moderato-Trio

### Opus 22 (1775)
- Quatuor à cordes no 1 en do majeur opus 22 (G.183)

1. Allegro molto
2. Tempo di Minuetto-Trio

- Quatuor à cordes no 2 en ré majeur opus 22 (G.184)

1. Moderato
2. Minuetto-Trio

- Quatuor à cordes no 3 en mi bémol majeur opus 22 (G.185)

1. Adagio
2. Rondeau.Allegro

- Quatuor à cordes no 4 en si bémol majeur opus 22 (G.186)

1. Allegro moderato
2. Allegro vivace

- Quatuor à cordes no 5 en la mineur opus 22 (G.187)

1. Allegretto con molto
2. Minuetto.Amoroso-Trio

- Quatuor à cordes no 6 en do majeur opus 22 (G.188)

1. Andantino
2. Non troppo presto

### Opus 24 (1776/8)
- Quatuor à cordes no 1 en ré majeur opus 24 (G.189)

1. Moderato
2. Grave
3. Allegro assai Les Six Quatuors Concertants à Deux Violons Alto et Basse. Composés par Luigi Boccherini, Œuvre XI. [G.189-194], Amsterdam, Hummel (c. 1785).

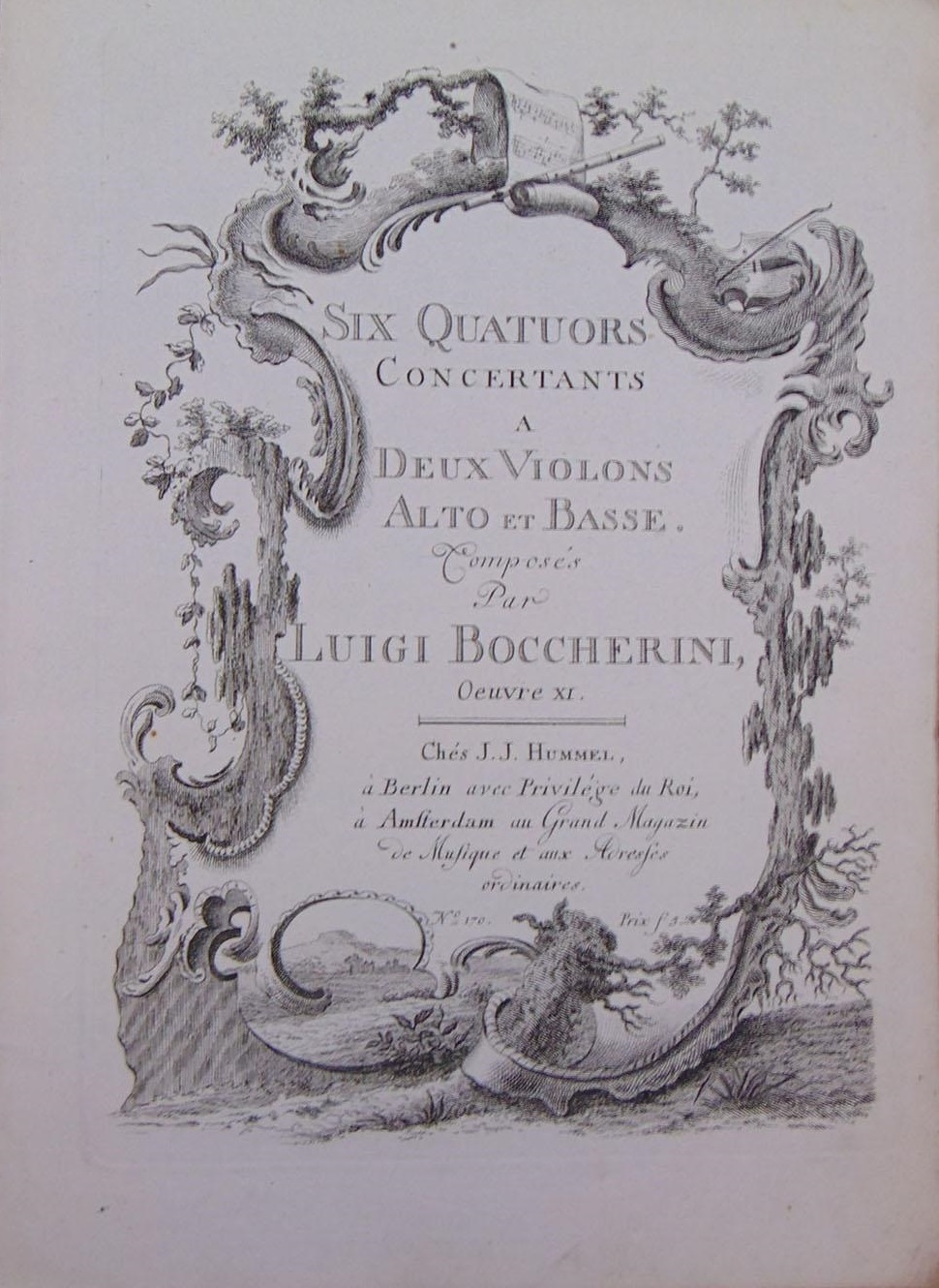
Les Six Quatuors Concertants à Deux Violons Alto et Basse. Composés par Luigi Boccherini, Œuvre XI. [G.189-194], Amsterdam, Hummel (c. 1785).

- Quatuor à cordes no 2 en la majeur opus 24 (G.190)

1. Larghetto
2. Allegro spiritoso
3. Minuetto.Amoroso-Trio

- Quatuor à cordes no 3 en mi bémol majeur opus 24 (G191)

1. Allegro moderato
2. Adagio non tanto
3. Minuetto-Trio

- Quatuor à cordes no 4 en do majeur opus 24 (G.192)

1. Moderato
2. Larghetto
3. Minuetto-Trio

- Quatuor à cordes no 5 en do mineur opus 24 (G.193)

1. Allegro moderato
2. Larghetto
3. Allegro molto

- Quatuor à cordes no 6 en sol mineur opus 24 (G.194)

1. Allegro vivo assai
2. Adagio
3. Minuetto-Trio

### Opus 26 (1778)
- Quatuor à cordes no 1 en si bémol majeur opus 26 (G.195)

1. Allegro moderato
2. Minuetto con moto-Trio

- Quatuor à cordes no 2 en sol mineur opus 26 (G.196)

1. Larghetto
2. Minuetto-Trio

- Quatuor à cordes no 3 en mi bémol majeur opus 26 (G.197)

1. Allegro vivace
2. Minuetto-Trio

- Quatuor à cordes no 4 en la majeur opus 26 (G.198)

1. Larghetto
2. Minuetto con moto-Trio

- Quatuor à cordes no 5 en fa majeur opus 26 (G.199)

1. Allegretto
2. Minuetto.Allegro-Trio

- Quatuor à cordes no 6 en fa mineur opus 26 (G.200)

1. Andante appassionato ma non lento
2. Minuetto-Trio

### Opus 32 (1780)
- Quatuor à cordes no 1 en mi bémol majeur opus 32 (G.201)

1. Allegretto lentarello e affettuoso
2. Minuetto-Trio
3. Grave
4. Allegro vivace assai

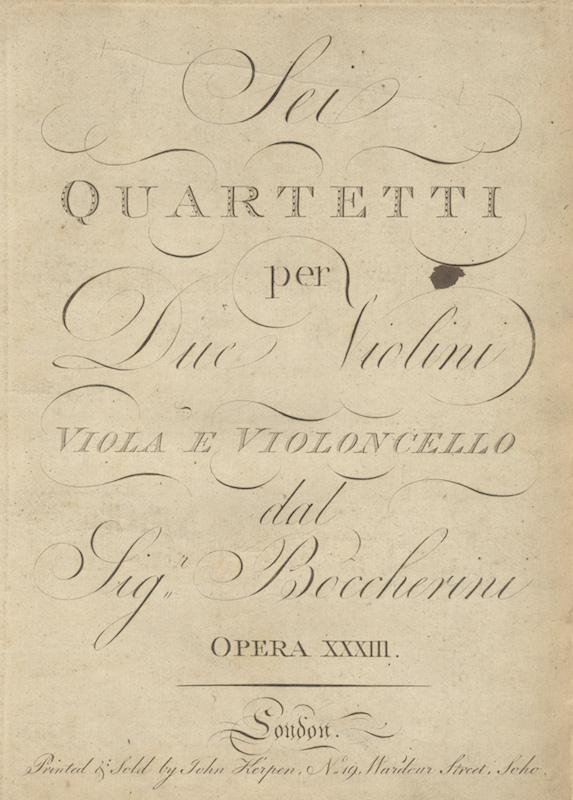
Les 6 quatuors opus 32 (Opera XXXIII) [G.201-206] édités par John Kerpen, Londres, (c.1782/1785).

- Quatuor à cordes no 2 en mi mineur opus 32 (G.202)

1. Largo sostenuto
2. Minuetto
3. Larghetto-(reprise du deuxième mouvement)
4. Rondeau. Comodo assai

- Quatuor à cordes no 3 en ré majeur opus 32 (G.203)

1. Allegro vivo
2. Adagio
3. Allegro vivo ma non presto

- Quatuor à cordes no 4 en do majeur opus 32 (G.204)

1. Allegro bizarro
2. Larghetto
3. Allegro con brio

- Quatuor à cordes no 5 en sol mineur opus 32 (G.205)

1. Allegro comodo
2. Andantino
3. Minuetto con moto-Trio
4. Allegro giusto

- Quatuor à cordes no 6 en la majeur opus 32 (G.206)

1. Allegro
2. Andantino lentarello
3. Minuetto con moto-Trio
4. Presto assai

### Opus 33 (1781)
- Quatuor à cordes no 1 en mi majeur opus 33 (G.207)

1. Allegro spiritoso
2. Rondeau.Allegretto ma con moto

- Quatuor à cordes no 2 en do majeur opus 33 (G.208)

1. Allegretto
2. Minuetto-Trio1-Trio2

- Quatuor à cordes no 3 en sol majeur opus 33 (G.209)

1. Andante con moto
2. Presto assai

- Quatuor à cordes no 4 en si bémol majeur opus 33 (G.210)

1. Andante lentarello
2. Minuetto-Trio

- Quatuor à cordes no 5 en mi mineur opus 33 (G.211)

1. Allegro brillante
2. Allegro vivo assai-Minuetto

- Quatuor à cordes no 6 en mi bémol majeur opus 33 (G.212)

1. Adagio
2. Minuetto.Affettuoso-Trio

### Opus 39 (1787)
- Quatuor à cordes en la majeur opus 39 (G.213)

1. Allegro moderato
2. Minuetto-Trio
3. Grave
4. Allegro giusto

### Opus 41 (1788)
- Quatuor à cordes no 1 en do mineur opus 41 (G.214)

1. Prestissimo
2. Tempo di Minuetto-Trio
3. Andante flabile
4. Prestissimo-(reprise du premier mouvement)

- Quatuor à cordes no 2 en do majeur opus 41 (G.215)

1. Allegretto moderato assai
2. Minuetto. Allegro-Trio
3. Larghetto affettuoso
4. Rondeau. Allegro moderato

### Opus 42 (1789)
- Quatuor à cordes no 1 en la majeur opus 42 (G.216)

1. Allegretto moderato
2. Minuetto. Allegro-Trio

- Quatuor à cordes no 2 en do majeur opus 42 (G.217)

1. Andante
2. Minuetto-Trio

### Opus 43 (1790)
- Quatuor à cordes no 1 en la majeur opus 42 (G.218)

1. Allegretto moderato
2. Tempo di Minuetto-Trio

- Quatuor à cordes no 2 en la majeur opus 42 (G.219)

1. Allegretto con moto
2. Minuetto-Trio

### Opus 44 (1792)
- Quatuor à cordes no 1 en si bémol majeur opus 44 (G.220)

1. Maestoso assai
2. Tempo di Minuetto

- Quatuor à cordes no 2 en mi mineur opus 44 (G.221)

1. Andante larghetto
2. Minuetto amoroso-Trio
3. Andante allegretto

- Quatuor à cordes no 3 en fa majeur opus 44 (G.222)

1. Lento assai
2. Allegretto con moto
3. Tempo di Minuetto-Trio

- Quatuor à cordes no 4 en sol majeur opus 44 (G.223) La Tiranna

1. Presto
2. Tempo di Minuetto-Trio

- Quatuor à cordes no 5 en ré majeur opus 44 (G.224)

1. Andantino lento
2. Allegro non tanto

- Quatuor à cordes no 6 en mi bémol majeur opus 44 (G.225)

1. Andantino
2. Minuetto con moto-Trio

### Opus 48 (1794)
- Quatuor à cordes no 1 en fa majeur opus 48 (G.226)

1. Andante moderato
2. Minuetto con moto-Trio

- Quatuor à cordes no 2 en la majeur opus 48 (G.227)

1. Andante lento
2. Tempo di Minuetto-Trio

- Quatuor à cordes no 3 en si mineur opus 48 (G.228)

1. Allegretto moderato
2. Tempo di Minuetto-Trio

- Quatuor à cordes no 4 en si bémol majeur opus 48 (G.229)

1. Andantino lento
2. Minuetto con un poco di moto-Trio

- Quatuor à cordes no 5 en sol majeur opus 48 (G.230)

1. Larghetto
2. Minuetto con un poco di moto-Trio

- Quatuor à cordes no 6 en do majeur opus 48 (G.231)

1. Allegro vivace
2. Tempo di Minuetto. Affettuoso

### Opus 52 (1795)
- Quatuor à cordes no 1 en do majeur opus 52 (G.232)

1. Allegro con moto
2. Minuetto-Trio
3. Adagio
4. Finale. Allegro giusto

- Quatuor à cordes no 2 en ré majeur opus 52 (G.233)

1. Allegro vivace assai
2. Andantino patetico
3. Minuetto-Trio
4. Rondeau.Allegretto

- Quatuor à cordes no 3 en sol majeur opus 52 (G.234)

1. Allegretto con moto
2. Minuetto con moto-Trio
3. Adagio
4. Rondeau.Allegro giusto

- Quatuor à cordes no 4 en fa mineur opus 52 (G.235)

1. Allegretto appassionnato
2. Minuetto con moto-Trio
3. Adagio non tanto
4. Finale.Allegro assai

### Opus 53 (1796)
- Quatuor à cordes no 1 en mi bémol majeur opus 53 (G.236)

1. Allegro
2. Tempo di Minuetto-Trio

- Quatuor à cordes no 2 en ré majeur opus 53 (G.237)

1. Andantino pausato
2. Minuetto. Allegro-Trio

- Quatuor à cordes no 3 en do majeur opus 53 (G.238)

1. Allegro vivace
2. Minuetto. Allegro-Trio

- Quatuor à cordes no 4 en la majeur opus 53 (G.239)

1. Allegro vivace
2. Rondeau. Allegro

- Quatuor à cordes no 5 en do majeur opus 53 (G.240)

1. Andantino lento
2. Tempo di Minuetto-Trio

- Quatuor à cordes no 6 en mi bémol majeur opus 53 (G.241)

1. Andantino amoroso
2. Minuetto. Allegro-Trio

### Opus 58 (1799)
- Quatuor à cordes no 1 en do majeur opus 58 (G.242)

1. Allegro
2. Larghetto
3. Allegro vivo assai

- Quatuor à cordes no 2 en mi bémol majeur opus 58 (G.243)

1. Allegretto lento
2. Minuetto.Allegro-Trio
3. Larghetto malincolino
4. Finale.Allegro vivo assai

- Quatuor à cordes no 3 en si bémol majeur opus 58 (G.254)

1. Larghetto
2. Allegro vivo assai
3. Rondeau.Allegro giusto

- Quatuor à cordes no 4 en si mineur opus 58 (G.255)

1. Allegro molto
2. Andantino lento
3. Rondeau.Allegro

- Quatuor à cordes no 5 en ré majeur opus 58 (G.256)

1. Andante sostenuto
2. Allegretto Gajo-(reprise du premier mouvement)
3. Presto

- Quatuor à cordes no 6 en mi bémol majeur opus 58 (G.257)

1. Allegretto moderato
2. Larghetto
3. Allegro giusto e sostenuto

### Opus 64 (1804)
- Quatuor à cordes no 1 en fa majeur opus 64 (G.248)

1. Allegro molto
2. Adagio non tanto]
3. Allegro vivo ma non presto

- Quatuor à cordes no 2 en ré majeur opus 64 (G.249)

1. Allegro con brio

## Manuscrits
L’Istituto Musicale de Lucques possède les manuscrits des quatuors opus 2 et 9. 
La BnF, plusieurs opus entiers provenant de son éditeur.

## Discographie
- Sei quartetti per archi, op. 2 [G.159-164] - AleaEnsemble (2008, Stradivarius STR 33758)
- Cuartetos op. 8 [G.165-170] - Artaria String Quartet, (2012, Columna Música 1CM0221)
- Sei quartetti per due violini, alto e violoncello dedicati alli Signori Diletanti di Madrid op. 9 [G.171-176] - Artaria Quartet (2007, Música Antigua)
- Quatuors à cordes op. 32 [G.201-206] - Quatuor Esterhazy (1976, 2CD Teldec)
- Quatuors à cordes op. 32 (1, 2) et op. 39 [G.201, 202, 213], op. 32 (3-6) [G.203-206] - Quartetto Borciani, Ivrea-Italie (2000, Naxos 8.555042 et 8.555043)
- Quatuors à cordes op. 33 [G.207-212] - The Revolutionary Drawing Room (1994, CPO)
- Quatuors à cordes op. 39 & 41 [G213-215] - The Revolutionary Drawing Room (1993, CPO 999 205-2)
- Quatuors à cordes op. 52 (1-4) [G.232-235] - Quartetto d'archi di Venezia, Genoa (1996, Dynamic CDS154)
- Quatuors à cordes op. 58 - The Revolutionary Drawing Room (1992, 2CD CPO 999 070-2)
- Quatuors à cordes, op. 15 no 1 [G.177], op. 24 no 6 [G.194], op. 39 [G.213], op. 64 no 1 [G.248] - Quatuor Petersen (1993, Capriccio 10 451 / 67 208, "Luigi Boccherini Edition" Brilliant Classics)
- Quatuors à cordes, opus 8 no 6 [G.170], 26 no 4 [G.198], 32 no 5 [G.205], 33 no 5 [G.211], 44 no 4 [G.229] - Apponyi Quartett (1995, Ars Musici AM 1111-2)

## Transcriptions
- Quartetti op. 26 (1778) per due pianoforti [G.76] (transcription des quatuors G.195–200) - Anna Clemente et Susanna Piolanti, pianoforte (2012, Tactus TC740209)